# Entiteit
Een entiteit is iets dat een bestaan heeft. In het Latijn is een ens een zijnde en is de entitas het er zijn van een zijnde. Een entiteit kan zowel materieel als immaterieel (abstract) van aard zijn. Een materiële entiteit staat gelijk aan een, al dan niet levend, object. Een immateriële entiteit is bijvoorbeeld een wet, een idee, een vereniging, een verzameling.

## Filosofisch entiteitsbegrip
Tussen de verschillende filosofische richtingen bestaan uiteenlopende ontologische opvattingen over wat er nu eigenlijk allemaal bestaat, en dus als entiteit erkend wordt. Historisch belangrijke tegenstellingen zijn die tussen het immanentisme en het transcendentalisme, en die tussen het naturalisme en het idealisme.

### Immanent tegenover transcendent
Volgens immanentische filosofieën, zoals het materialisme, zijn er alleen concreta: concrete objecten die een materiële existentie hebben ofwel bestaan. De term materieel is hier een andere dan die uit de tegenstelling materieel - ideëel: ook gedachten, gevoelens of bewustzijn hebben — als dergelijke zaken bestaan — materiële existentie. 
Volgens transcendentalistische filosofieën, zoals het platonisme, zijn er ook abstracta. Abstracties (abstracte objecten zoals getallen, logische en  conditionele waarheden, ethische en esthetische waarden en normen) hebben in strikte zin geen bestaan, maar ze zijn wel. 
De meeste immanentische filosofieën beweren dat de entiteiten die transcendentalistische filosofieën als abstracta aanduiden op enigerlei wijze bestaan ofwel materiële existentie hebben. Een getal bijvoorbeeld zou dan geen abstractum zijn, maar een concrete gedachte (mentalisme) of een concrete sociale institutie (sociologisme) of een concrete hoeveelheid concrete objecten (objectivisme). Dit herleiden tot een ander ontologisch niveau is een vorm van reductionisme.

### Naturalisme tegenover idealisme
Volgens naturalistische filosofieën zijn alle entiteiten, concreet of wellicht abstract, objectieve entiteiten. Een objectieve entiteit is een entiteit waarvan het bestaan en de natuur niet afhangen van het feit of iemand zich ervan bewust is. Een tafel zou objectief bestaan ook al zou niemand zich ervan bewust zijn. 
Volgens idealistische filosofieën, zoals die van Berkeley, Fichte en Hegel, heeft alle zijn (mede) een bewustzijnskarakter. Het zou dus niet waar zijn dat een tafel ook zonder waarnemer zou bestaan, aangezien dat wat met tafel wordt aangeduid slechts de ervaring van een — concrete of mogelijke — tafel kan zijn. Zonder die ervaring zou niets kenbaar of zelfs maar aanduidbaar zijn. De betekenis van object zou dus zijn: dat wat een subject ervaart.
Dat subject hoeft echter geen extern concreet individu te zijn. Als alles bewustzijnskarakter heeft, kan de hele werkelijkheid als één grote samenhangende ervaring geduid worden: de Alziel of Het Absolute (objectief idealisme). In sommige theologieën wordt dit Absolute aan God gelijkgesteld, de Hoogste Entiteit. Daarbij kan de nadruk liggen op de transcendentie of juist op een synthese van individuele subjecten, deelentiteiten van God.

## Verschillende contexten
- management/recht: een organisatie met een zekere juridische status, zoals een stichting of een NV
- politiek: een staat
- informatica: een object waarover middels een entity-relationshipmodel gegevens worden vastgelegd, als onderdeel van het ontwerp van een database
- filosofie: een handelende of waarnemende entiteit (subject) versus de ondergáánde of waargenomen entiteit (object)
- geneeskunde: een ziekte
- esoterie: een bovennatuurlijk wezen of geest
- scheikunde: zie moleculaire entiteit